# Körmendi járás
A Körmendi járás Vas vármegyéhez tartozó járás Magyarországon, amely 2013-ban jött létre. Székhelye Körmend. Területe 614,53 km², népessége 26 865 fő, népsűrűsége pedig 44 fő/km² volt 2013 elején. 2013. július 15-én két város (Körmend és Őriszentpéter) és 44 község tartozott hozzá.
A Körmendi járás a járások 1983-as megszüntetése előtt is létezett, székhelye az állandó járási székhelyek kijelölése (1886) óta mindvégig Körmend volt. Elnevezése a trianoni békeszerződést követő közigazgatási rendezéstől (1920) az 1950-es járásrendezésig Körmend–németújvári járás volt.

## Települései
| Település          | Rang (2013. július 15.) | Közös hivatal | Kistérség (2013. január 1.) | Népesség (2013. január 1.) | Terület (km²) |
| ------------------ | ----------------------- | ------------- | --------------------------- | -------------------------- | ------------- |
| Körmend            | járásszékhely város     | Körmend       | Körmendi                    | 11 694                     | 52,79         |
| Őriszentpéter      | város                   | Őriszentpéter | Őriszentpéteri              | 1 189                      | 33,56         |
| Bajánsenye         | község                  | Őriszentpéter | Őriszentpéteri              | 493                        | 21,85         |
| Csákánydoroszló    | község                  | Körmend       | Körmendi                    | 1 780                      | 26,61         |
| Daraboshegy        | község                  | Nádasd        | Körmendi                    | 93                         | 4,59          |
| Döbörhegy          | község                  | Molnaszecsőd  | Körmendi                    | 134                        | 11,75         |
| Döröske            | község                  | Molnaszecsőd  | Körmendi                    | 84                         | 4,4           |
| Egyházashollós     | község                  | Egyházasrádóc | Körmendi                    | 546                        | 19,04         |
| Egyházasrádóc      | község                  | Egyházasrádóc | Körmendi                    | 1 315                      | 24,79         |
| Felsőjánosfa       | község                  | Őriszentpéter | Őriszentpéteri              | 187                        | 3,06          |
| Felsőmarác         | község                  | Ivánc         | Őriszentpéteri              | 233                        | 17,44         |
| Halastó            | község                  | Molnaszecsőd  | Körmendi                    | 87                         | 5,65          |
| Halogy             | község                  | Nádasd        | Körmendi                    | 265                        | 7,05          |
| Harasztifalu       | község                  | Vasalja       | Körmendi                    | 152                        | 7,89          |
| Hegyháthodász      | község                  | Nádasd        | Körmendi                    | 160                        | 8,08          |
| Hegyhátsál         | község                  | Nádasd        | Körmendi                    | 156                        | 4,58          |
| Hegyhátszentjakab  | község                  | Őriszentpéter | Őriszentpéteri              | 264                        | 9,47          |
| Hegyhátszentmárton | község                  | Ivánc         | Őriszentpéteri              | 65                         | 12,74         |
| Ispánk             | község                  | Őriszentpéter | Őriszentpéteri              | 104                        | 6,92          |
| Ivánc              | község                  | Ivánc         | Őriszentpéteri              | 694                        | 17,14         |
| Katafa             | község                  | Nádasd        | Körmendi                    | 359                        | 4,81          |
| Kemestaródfa       | község                  | Vasalja       | Körmendi                    | 210                        | 6,35          |
| Kercaszomor        | község                  | Őriszentpéter | Őriszentpéteri              | 203                        | 12,87         |
| Kerkáskápolna      | község                  | Őriszentpéter | Őriszentpéteri              | 83                         | 9,2           |
| Kisrákos           | község                  | Ivánc         | Őriszentpéteri              | 203                        | 11,06         |
| Magyarnádalja      | község                  | Vasalja       | Körmendi                    | 216                        | 3,85          |
| Magyarszecsőd      | község                  | Molnaszecsőd  | Körmendi                    | 440                        | 11,26         |
| Magyarszombatfa    | község                  | Őriszentpéter | Őriszentpéteri              | 262                        | 15,94         |
| Molnaszecsőd       | község                  | Molnaszecsőd  | Körmendi                    | 419                        | 11,69         |
| Nádasd             | község                  | Nádasd        | Körmendi                    | 1 332                      | 35,6          |
| Nagykölked         | község                  | Vasalja       | Körmendi                    | 155                        | 9,78          |
| Nagymizdó          | község                  | Molnaszecsőd  | Körmendi                    | 114                        | 6,76          |
| Nagyrákos          | község                  | Őriszentpéter | Őriszentpéteri              | 260                        | 16,11         |
| Nemesrempehollós   | község                  | Egyházasrádóc | Körmendi                    | 303                        | 12,05         |
| Őrimagyarósd       | község                  | Őriszentpéter | Őriszentpéteri              | 224                        | 12,29         |
| Pankasz            | község                  | Ivánc         | Őriszentpéteri              | 460                        | 9,27          |
| Pinkamindszent     | község                  | Vasalja       | Körmendi                    | 164                        | 11,01         |
| Rádóckölked        | község                  | Vasalja       | Körmendi                    | 270                        | 18,95         |
| Szaknyér           | község                  | Ivánc         | Őriszentpéteri              | 49                         | 2,93          |
| Szalafő            | község                  | Őriszentpéter | Őriszentpéteri              | 198                        | 27,37         |
| Szarvaskend        | község                  | Molnaszecsőd  | Körmendi                    | 208                        | 10,34         |
| Szatta             | község                  | Őriszentpéter | Őriszentpéteri              | 75                         | 6,01          |
| Szőce              | község                  | Nádasd        | Őriszentpéteri              | 320                        | 18,71         |
| Vasalja            | község                  | Vasalja       | Körmendi                    | 311                        | 11,24         |
| Velemér            | község                  | Őriszentpéter | Őriszentpéteri              | 77                         | 9,55          |
| Viszák             | község                  | Ivánc         | Őriszentpéteri              | 255                        | 10,13         |

## Története
A trianoni békeszerződés, illetve a határ kiigazításáról szóló 1922-es osztrák-magyar megállapodás nyomán Ausztriához került Lovászad, Karácsfa, Németbükkös, Nagysároslak és Pinkakertes, melyek ma a Németújvári járáshoz tartoznak. Mivel ugyanekkor a Németújvári járás egyetlen község (Nemesmedves) kivételével Ausztriához került, ezért Magyarországon a két járást összevonták Körmend–németújvári járás néven.
Ez az elnevezés az 1950-es járásrendezésig volt érvényben, amikor ismét a székhelyéről nevezték el, ettől kezdve tehát megszűnéséig Körmendi járás volt a neve.
Területe a trianont követő összevonás után két alkalommal változott jelentősen. 1969. július 1-jén a megszűnő Vasvári járás néhány községét, valamint a szintén megszűnő Szentgotthárdi járás teljes területét csatolták ide. 1978. december 31-én pedig a járás székhelye, Körmend városi rangot kapott, ezzel kivált a járás területéből.
1984. január 1-jétől új közigazgatási beosztás lépett életbe, ezért 1983. december 31-én valamennyi járás megszűnt, így a Körmendi is. Ekkor községei közül Szentgotthárd városi rangot kapott, a többi pedig a Körmendi és a Szentgotthárdi városkörnyéket alkotta a továbbiakban (mely utóbbi a korábbi Szentgotthárdi járásnál jóval kisebb területű lett) , illetve a korábban a Vasvári járástól idecsatolt három község a Vasvári nagyközségkörnyékhez került.

### Történeti adatai
A trianoni békeszerződés előtt keletről a Vasvári járás, délkeletről Zala vármegye, nyugatról a Szentgotthárdi és a Németújvári járás, északról a szombathelyi járás határolta. Trianon után nyugaton a Németújvári járás helyét Ausztria vette át, mivel pedig 1969-ben bekebelezte a Szentgotthárdi járást, ezért ettől kezdve délnyugaton Jugoszláviával is szomszédos lett.
Legfontosabb folyója a Rába.
Területe az 1910 körül mintegy 522 km², népessége 35 ezer fő volt.
Közvetlenül megszűnése előtt, 1983-ban területe mintegy 855 km², népessége 37 ezer fő volt.

## Külső hivatkozások
- Dél-Burgenland portál
- Térkép
- Vasi digitális könyvtár